# Dave Maloney
David Wilfred „Dave“ Maloney (* 31. Juli 1956 in Kitchener, Ontario) ist ein ehemaliger kanadischer Eishockeyspieler, der im Verlauf seiner aktiven Karriere zwischen 1972 und 1985 unter anderem 706 Spiele für die New York Rangers und Buffalo Sabres in der National Hockey League (NHL) auf der Position des Verteidigers bestritten hat. Bei den New York Rangers, für die er den Großteil der Spiele absolvierte und im Rahmen der Stanley-Cup-Playoffs 1979 die Finalserie erreichte, war Maloney zwischen 1978 und 1980 der 17. Mannschaftskapitän der Franchise-Geschichte.

## Karriere
Maloney verbrachte seine Juniorenkarriere zwischen 1972 und 1974 bei den Kitchener Rangers aus der Ontario Hockey Association (OHA). Nach seinem zweiten Jahr, an dessen Ende er nach 68 Scorerpunkten in 69 Spielen ins Second All-Star Team der Liga berufen worden war, wurde der 17-Jährige im NHL Amateur Draft 1974 in der ersten Runde an 14. Stelle von den New York Rangers aus der National Hockey League (NHL) ausgewählt.
Die Rangers zögerten nicht lange und holten den Verteidiger bereits zur Spielzeit 1974/75 im Alter von 18 Jahren in den Profibereich. Sie setzten ihn zunächst in ihrem Farmteam, den Providence Reds, in der American Hockey League (AHL) ein, ließen ihn im Saisonverlauf aber auch in der NHL debütieren. Dort kam er zu vier Einsätzen. Auch im folgenden Spieljahr war der Kanadier zunächst in der AHL aktiv, erarbeitete sich aber in der zweiten Saisonhälfte einen Stammplatz im NHL-Kader New Yorks, sodass er ab Mitte Februar 1976 dauerhaft für die Rangers auflief. Maloney etablierte sich schnell in der Liga und beerbte nach seiner zweiten vollständigen Saison im Trikot der Broadway Blueshirts Phil Esposito als Mannschaftskapitän des Franchises. Im Verlauf der Stanley-Cup-Playoffs 1979 half der junge Kapitän mit, dass die Mannschaft die Finalserie um den Stanley Cup erreichte, die allerdings mit 1:4 gegen die Canadiens de Montréal verloren ging. Kurz nach dem Beginn der Saison 1980/81 trat der Abwehrspieler das Kapitänsamt nach etwas mehr als zwei Jahren an Walt Tkaczuk ab. Dennoch blieb er ein fester Bestandteil des Kaders, der seine Qualitäten vor allem im Überzahlspiel hatte. Er bildete dabei zumeist ein Verteidigerduo mit Barry Beck.
Zur Mitte der 1980er-Jahre endeten die erfolgreichen Jahre der Rangers und so wurde Maloney, nachdem er in den ersten 16 Partien der Saison 1984/85 nur drei Scorerpunkte erzielt hatte, im Dezember 1984 gemeinsam mit Chris Renaud innerhalb des Bundesstaates New York zu den Buffalo Sabres transferiert. Diese gaben dafür Steve Patrick und Jim Wiemer an die Rangers ab. Im Trikot der Sabres beendete der Defensivspieler am Saisonende im Alter von 29 Jahren seine aktive Karriere, um in der Folge in Vollzeit als Broker an der Wall Street zu arbeiten. Bereits in den Sommerpausen der beiden Vorjahre hatte er sich bei der Investmentbank Bear Stearns auf die Zeit nach seinem Karriereende vorbereitet.

## Erfolge und Auszeichnungen
- 1974 OHA Second All-Star Team
- 1999 Teilnahme am Heroes of Hockey Game

## Karrierestatistik
(Legende zur Spielerstatistik: Sp oder GP = absolvierte Spiele; T oder G = erzielte Tore; V oder A = erzielte Assists; Pkt oder Pts = erzielte Scorerpunkte; SM oder PIM = erhaltene Strafminuten; +/− = Plus/Minus-Bilanz; PP = erzielte Überzahltore; SH = erzielte Unterzahltore; GW = erzielte Siegtore; 1 Play-downs/Relegation; Kursiv: Statistik nicht vollständig)

## Familie
Maloneys zwei Jahre jüngerer Bruder Don absolvierte zwischen 1978 und 1991 über 850 Spiele in der National Hockey League (NHL), den Großteil davon ebenfalls für die New York Rangers, wo das Brüderpaar zwischen 1978 und 1984 gemeinsam auflief. Nach seinem Karriereende machte sich Don bei zahlreichen NHL-Franchises einen Namen als Funktionär. Ihr Schwager Doug Sulliman war zwischen 1979 und 1990 ebenfalls in der NHL aktiv. Auch er stand zwischen 1979 und 1981 im Mannschaftskader der New York Rangers.